# Keiko Agena
Christine Keiko Agena (Honolulu, Havaí, 3 de outubro de 1973) é uma atriz nipo-americana. Ela é mais conhecida por interpretar Lane Kim em Gilmore Girls e a médica legista da NYPD, Dra. Edrisa Tanaka, na série policial da FOX, Prodigal Son. Também fez uma participação em um dos episódios da série House e na série da Netflix 13 Reasons Why como Sra. Bradley.

## Vida pessoal
Agena, descendente de japoneses, nasceu em Honolulu e começou a atuar aos 10 anos. Ela frequentou a escola preparatória Mid-Pacific Institute em Oahu e o Whitman College por um ano como estudante de teatro.
Agena se casou com Shin Kawasaki em um helicóptero sobre Las Vegas, Nevada, em 19 de dezembro de 2005.

## Carreira
Agena é mais conhecida por seu papel em Gilmore Girls, onde interpretou Lane Kim, uma adolescente coreana-americana que é a melhor amiga de Rory Gilmore, uma das personagens principais. Agena desempenhou esse papel apesar de ser significativamente mais velha que sua personagem, que tinha 16 anos no início da série, quando Agena tinha 27. Agena também desempenhou o papel da ajudante de Mearing, onde Mearing era interpretada por Frances McDormand, em Transformers: Dark of the Moon. Agena também apareceu em três episódios de Felicity como Leila Foster, uma garota que procura a personagem principal para ajudar na aquisição da pílula do dia seguinte e participa de um protesto ao ser negado o medicamento. Ela recebeu o prêmio de Melhor Atriz Feminina no Ammy Awards, que homenageia as conquistas asiáticas e asiático-americanas no cinema ou na televisão. Ela também forneceu a voz de Yori na série de desenhos animados da Disney Kim Possible na segunda, terceira e quarta temporada da série. Além disso, Agena interpretou Jun Ni no filme Hair Show, estrelado por Mo'Nique. Ela estrelou em Private Practice, Castle e no episódio 12 da temporada final de ER. Ela também apareceu em Private Valentine: Blonde & Dangerous ao lado de Jessica Simpson como uma soldada rasa do exército. Em 2010, ela apareceu nos palcos com a peça No-No Boy em Santa Mônica, Califórnia. Um tempo depois, ela apareceu em um episódio de House como Dra. Cheng.
Enquanto estava em Austin, Texas, para a reunião de reencontro de Gilmore Girls no ATX Television Festival 2015, ela também participou de duas gravações ao vivo do podcast Gilmore Guys, bem como uma apresentação ao vivo da banda Hep Alien de Lane Kim.
Em setembro de 2015, Agena lançou o Drunk Monk Podcast com o colega comediante de improvisação Will S. Choi, no qual eles assistem a todos os episódios da série Monk enquanto consomem álcool. Agena também interpretou uma professora do ensino médio na série da Netflix 13 Reasons Why.
Ela apareceu em comerciais da Verizon Wireless ("Flipside Testimonials: Apartment") em 2015 e da UnitedHealthcare ("Pool Vault") em 2016.

## Filmografia
| Ano  | Título | Papel                           | Notas                                          |
| ---- | --- | ------------------------------- | ---------------------------------------------- |
| 1998 | Hundred Percent                                                                                            | Casey                           |                                                |
| 2002 | Tomato and Eggs                                                                                            | Maria                           | Curta-metragem                                 |
| 2003 | Cats and Mice                                                                                              | Sue                             | Curta-metragem                                 |
| 2003 | Red Thread                                                                                                 | Matilda Wong                    | Curta-metragem                                 |
| 2003 | Western Avenue                                                                                             | Miya                            | Curta-metragem                                 |
| 2004 | The Perfect Party                                                                                          | Kiko                            |                                                |
| 2004 | Hair Show                                                                                                  | Jun Ni                          | Filme independente                             |
| 2006 | Chances Are                                                                                                | Heather                         | Curta-metragem                                 |
| 2008 | Private Valentine: Blonde & Dangerous                                                                      | Hailey Hamamori                 |                                                |
| 2009 | Labor Pains                                                                                                | Mulher grávida da biblioteca    |                                                |
| 2010 | Road Rage                                                                                                  | Connie                          | Curta-metragem                                 |
| 2011 | style="background: #ececec; color: grey; vertical-align: middle; text-align: center; " class="table-na"\|— | Segmento: "Downtown"            |                                                |
| 2011 | Transformers: Dark of the Moon                                                                             | Assistente de Charlotte Mearing |                                                |
| 2012 | Lil Tokyo Reporter                                                                                         | Sra. Sato                       | Curta-metragem                                 |
| 2013 | Family Gathering                                                                                           | Charlotte                       | Curta-metragem                                 |
| 2014 | Me + Her                                                                                                   | Lead Puppeteer                  | Curta-metragem                                 |
| 2015 | Unfriended                                                                                                 | Computador                      | Vubladora / Curta-metragemoice role Short film |
| 2015 | The Night Is Young                                                                                         | Cara                            |                                                |
| 2020 | The Never List                                                                                             | Jennifer Jeffries               |                                                |

| Ano           | Título                            | Papel                                               | Notas                                                                 |
| ------------- | --------------------------------- | --------------------------------------------------- | --------------------------------------------------------------------- |
| 1993          | Renegade                          | Mitsuko                                             | Episódio: "Samurai"                                                   |
| 1995          | Sister, Sister                    | Aluna Entrevistadora                                | Episódio: "Kid in Play"                                               |
| 1998, 2009    | ER                                | Sra. Shimahara Sra. Vasquez                         | Episódios: "Good Luck, Ruth Johnson", "Dream Runner"                  |
| 1999          | Beverly Hills, 90210              | A Concorrente                                       | Episódio: "Agony"                                                     |
| 2000          | Felicity                          | Leila Foster                                        | Episodes: "Revolutions", "Party Lines", "Running Mates"               |
| 2000–07       | Gilmore Girls                     | Lane Kim                                            | Elenco principal; 102 episódios                                       |
| 2001          | The Nightmare Room                | Janet Bingham                                       | Episódios: "School Spirit", "Full Moon Halloween"                     |
| 2001          | Strong Medicine                   | An-Soo "Alison" Kim                                 | Episódio: "Control Group"                                             |
| 2003–07       | Kim Possible                      | Yori (voz)                                          | 4 episódios                                                           |
| 2006          | Without a Trace                   | Kimiko                                              | Episódio: "Odds or Evens"                                             |
| 2007          | Private Practice                  | Irmã Amy                                            | Episódio: "In Which Cooper Finds a Port in His Storm"                 |
| 2010          | Castle                            | Kelly                                               | Episódio: "The Mistress Always Spanks Twice"                          |
| 2010          | House                             | Dr. Cheng                                           | Episódio: "Unplanned Parenthood"                                      |
| 2011          | The Homes                         | Nami                                                | Papel desconhecido                                                    |
| 2012          | Scandal                           | Secretária de Imprensa da Casa Branca, Britta Kagan | Episódio: "Happy Birthday, Mr President"                              |
| 2013–14       | Twisted                           | April Tanaka                                        | 2 episódios                                                           |
| 2013          | Shameless                         | Brittany Sturgess                                   | 3 episódios                                                           |
| 2016          | Grimm                             | Madoka Akagi                                        | Episode: "Inugami"                                                    |
| 2016          | Gilmore Girls: A Year in the Life | Lane Kim                                            | 4 episódios                                                           |
| 2017          | Colony                            | Betsy                                               | 3 episódios                                                           |
| 2017          | Sweet/Vicious                     | Title IX Officer                                    | 2 episódios                                                           |
| 2017          | NCIS: Los Angeles                 | Tara                                                | Episódio: "Getaway"                                                   |
| 2017–18       | 13 Reasons Why                    | Pam Bradley                                         | 7 episódios Papel recorrente (1ª temporada); Convidada (2ª temporada) |
| 2017          | Bajillion Dollar Propertie$       | Tamamara                                            | Episódio: "Chelsea Leight-Leigh Lately"                               |
| 2018          | This Close                        | Dorinda                                             | 2 episódios                                                           |
| 2018          | Here and Now                      | Sonni Little                                        | 2 episódios                                                           |
| 2018–19, 2022 | Better Call Saul                  | Viola Goto                                          | 6 episódios                                                           |
| 2018          | Dirty John                        | Nancy                                               | Papel recorrente (1ª temporada)                                       |
| 2018          | The First                         | Aiko Hakari                                         | Papel principal                                                       |
| 2019-2021     | Prodigal Son                      | Dra. Edrisa Tanaka                                  | Elenco principal                                                      |
| 2022          | Doom Patrol                       | Dra. Margaret Yu                                    | Episódio: "Butt Patrol"                                               |

### Videogames
| Ano  | Título                         | Papel                          | Notas |
| ---- | ------------------------------ | ------------------------------ | ----- |
| 2004 | Law & Order: Justice Is Served | Toki Yamamoto                  |       |
| 2017 | Prey                           | Miyu Sato, Locutora da Estação |       |

## Prêmios e indicações
| Ano  | Prêmio                  | Resultado | Categoria                                                             | Trabalho           |
| ---- | ----------------------- | --------- | --------------------------------------------------------------------- | ------------------ |
| 2001 | Teen Choice Award       | Indicado  | TV Choice de Melhor Amiga                                             | Gilmore Girls      |
| 2002 | Young Artist Award      | Venceu    | Melhor Performance em Série Dramática de TV - Atriz Jovem Coadjuvante | Gilmore Girls      |
| 2002 | Teen Choice Award       | Indicado  | TV Choice de Melhor Amiga                                             | Gilmore Girls      |
| 2003 | Teen Choice Award       | Indicado  | TV Choice de Melhor Amiga                                             | Gilmore Girls      |
| 2013 | Asians on Film Festival | Venceu    | Winter Award de Melhor Atriz Coadjuvante em um Curta                  | Lil Tokyo Reporter |
| 2014 | Asians on Film Festival | Indicado  | Curta-metragem                                                        | Lil Tokyo Reporter |